# Namadgi National Park
Namadgi National Park är en park i Australien. Den ligger i territoriet Australian Capital Territory, i den sydöstra delen av landet, omkring 29 kilometer sydväst om huvudstaden Canberra.
Trakten runt Namadgi National Park är nära nog obefolkad, med mindre än två invånare per kvadratkilometer.. Närmaste större samhälle är Royalla, omkring 18 kilometer öster om Namadgi National Park.
I omgivningarna runt Namadgi National Park växer i huvudsak städsegrön lövskog. Genomsnittlig årsnederbörd är 1 222 millimeter. Den regnigaste månaden är februari, med i genomsnitt 179 mm nederbörd, och den torraste är maj, med 73 mm nederbörd.